# Christopher et Cosmas
Christopher et Cosmas (les sources anglaises mentionnent le prénom Christopher, mais il est probable que son prénom de baptême ait en fait été Cristobal ; de même, Cosmas est parfois appelé Cosme) sont deux marins japonais, passés 
à la postérité seulement sous leur nom de baptême chrétien, qui sont connus pour avoir voyagé sur l'océan Pacifique sur un galion espagnol en 1587, puis plus tard accompagné le navigateur anglais Thomas Cavendish en Angleterre, au Brésil et sur l'Atlantique sud, où ils disparaissent lors du naufrage de son navire en 1592.

## Récits occidentaux

### Traversée du Pacifique sur un galion espagnol
Ils sont mentionnés pour la première fois par le navigateur Francis Pretty, dans le compte-rendu de Richard Hakluyt des voyages de Cavendish. Il écrit que le 4 novembre 1587, Cavendish, alors âgé de 27 ans, intercepte à l'aide de ses deux vaisseaux (le Desire, 120 tonneaux, et le Content, 60 tonneaux) un galion espagnol de Manille nommé Santa Ana au large de la côte de Californie (à Bernabe Bay, à quelque 20 miles à l'est de Cabo San Lucas.) Cavendish débarque l'équipage sur le rivage, prend la riche cargaison et met le feu au navire. Cependant, il embarque avec lui plusieurs membres de l'équipage du galion en vue de ses futurs voyages. En particulier, il prend dans son équipage deux jeunes Japonais 

« Le sixième jour de novembre, nous allâmes dans un port qui est appelé par les Espagnols Puerto Seguro. Là, l'ensemble du groupe d'Espagnols, en tout 190 personnes, fut laissé sur le rivage [...] Mais avant son départ, il prit dans ce grand navire deux jeunes hommes nés au Japon, qui pouvaient écrire et lire leur propre langage »

— Richard Hakluyt, Voyages and Discoveries : Principal Navigations, Voyages, Traffiques & Discoveries of the English Nation, Voyage of Thomas Cavendish round the whole earth, p. 287,   (ISBN 0-14-043073-3). Aussi Francis Pretty, The admirable and prosperous voyage of the Worshipfull Master Thomas Candish of Trimley..., dans Hakluyt Voyages, Vol. 8, Everyman's Library, Londres, 1907, p.237.　Aussi Hakluyt's Voyages, édité par Richard Davis, Houghton Mifflin, Boston, 1981, p. 559.
Christopher, le plus âgé, a environ 20 ans, et Cosmas 16. Tous deux sont décrits comme étant très capables.
Parmi les Espagnols laissés sur le rivage se trouve l'explorateur Sebastián Vizcaíno, qui jouera plus tard un rôle important dans le développement des relations entre la Nouvelle-Espagne et le Japon.

### Océans Indien et Atlantique et voyage en Angleterre
Cavendish continue sa route en traversant les océans Pacifique et Indien jusqu'à l'Angleterre. Les deux Japonais l'accompagnent durant tout ce périple, et restent probablement trois ans en Angleterre, dans la mesure où ils sont par la suite mentionnés lors de la mission suivante de Cavendish vers l'Atlantique sud, non pas dans Voyages de Hakluyt, mais dans les écrits de Samuel Purchas (« The admirable adventures and strange fortunes of Master Antonie Knivet, which went with Master Thomas Candish in his second voyage to the South Sea. 1591 »).

### Brésil et Pacifique Sud
Cavendish quitte en effet Plymouth pour le Brésil en août 1591, dans un voyage où il laissera la vie. Parchas décrit le rôle pris par les deux jeunes Japonais dans la pendaison d'un portugais qui naviguait avec eux sur le navire :

« Les deux Japonais que Cavendish avait ramené de son premier voyage complotèrent pour tuer un pauvre Portugais de la manière suivante (ils l'ont en fait dénoncé à l'amiral par jalousie) : Comme l'amiral était attablé pour son dîner, les deux Japonais vinrent à sa cabine, parlant à voix haute afin que tout le monde les entende, expliquant que le Portugais naviguant avec eux était un traître, qui leur avait proposé à de nombreuses reprises de s'enfuir au Brésil. Et qu'il leur avait dit que, si Dieu permettait le désir de l'amiral de conquérir la ville de Santos, il les guiderait vers les mers du sud, où ils pourraient obtenir une récompense considérable en échange d'informations. À la suite de cette dénonciation, le pauvre Portugais fut pendu.) »

— The admirable adventures and strange fortunes of Master Antonie Knivet, which went with Master Thomas Candish in his second voyage to the South Sea. 1591, dans Hakluytus Posthumus or Parchas His Pilgrimes, Vol.16, New York: AMS Press, 1965, pages 178-179.
Christopher apparaît plus tard dans les journaux de Knivet : 

« De notre départ d'Angleterre jusqu'à notre arrivée à Santos, j'entretenais une relation très amicale avec le Japonais Christopher. Ceci est parce qu'il avait une si intéressante histoire personnelle. L'Indien et moi-même devinrent très intime l'un avec l'autre, et ne nous cachions rien l'un à l'autre. Comme j'avais confiance en lui depuis longtemps, je lui ai parlé de l'or que j'avais trouvé sous le lit d'un moine [durant l'attaque de Santos]. Il m'a aussi parlé de l'or qu'il avait trouvé. Nous décidâmes de partager notre monnaie en deux, à la grâce de Dieu. Après quatre jours, quand vint le moment de partir, il me dit que la saison n'était pas bonne pour naviguer, et que nous devrions cacher notre monnaie à terre et la laisser là. Je fus convaincu et donnais mon accord à ce qu'il recommandait. Secrètement, nous décidâmes que, le jour où nous étions supposés partir, il irait à terre dans un canoë avec l'or, et le cacherait à terre. Ce matin-là, je lui donnais tout mon argent, et il me promit qu'il reviendrait dans les deux heures. J'attendis cinq heures durant, et je crus que j'allais avoir à attendre pour le restant de ma vie. Il advint finalement qu'il était déjà revenu sur le bateau. Les choses tournèrent bien, je récupérais ma monnaie, mais notre amitié fut finie à partir de ce jour. »

— Ibid., pages 183-184.
Dans ce passage, il est difficile de déterminer si Christopher tente réellement de voler l'or de Kniver, ou s'il s'agit d'un malentendu.
Par la suite, Christopher et Cosmas ne sont plus mentionnés dans aucune source que ce soit. Cavendish et son navire le Lester évitent de peu un désastre dans le détroit de Magellan. En retournant au Brésil, ils affrontent des Portugais dans une bataille où la plupart des hommes de Cavendish sont tués. Cavendish emmène le Lester à travers l'Océan vers l'île Sainte-Hélène, mais son navire disparaît alors. Christopher et Cosmas sont probablement morts durant ces événements.

## Autres voyageurs japonais
Christopher et Cosmas sont les premiers Japonais connus des Européens à naviguer à travers le Pacifique. Ils illustrent la participation des marins japonais au commerce transpacifique des galions de Manille, mais également la volonté des capitaines de l'époque de prendre à leur bord des marins de différentes nationalités.
De nombreux voyages suivront les leurs durant le siècle suivant. Entre 1598 et 1640, des shuinsen parcourront le Pacifique pour le commerce asiatique, et des ambassades sur des navires japonais de style occidental seront envoyées aux Amériques, sous la direction de Shōsuke Tanaka en 1610 et de Tsunenaga Hasekura en 1614.
Finalement, après les premiers contacts avec l'Occident en 1543, les Japonais acquièrent les talents de voyages transocéaniques et de construction navale européenne, avant de les perdre avec la fermeture du pays (sakoku) en 1640.
En naviguant jusqu'au détroit de Magellan, Christopher et Cosmas furent tout près d'être les premiers Japonais à boucler une circumnavigation. Cela n'arrivera finalement pas avant 1837 avec les voyages de Yamamoto Otokichi.